# Sawa (Fryziuk)
Sawa, imię świeckie Sawwa Fryziuk (ur. 18 października 1979 w Jabłonce) – biskup niekanonicznego (do 2018 r.) Ukraińskiego Autokefalicznego Kościoła Prawosławnego, następnie Kościoła Prawosławnego Ukrainy.

## Życiorys
Święcenia prezbiteratu przyjął 8 lutego 1998. Chirotonię biskupią otrzymał 14 maja 2017 (został ordynariuszem eparchii doniecko-słowiańskiej).